# Meta
Meta este un gen de păianjeni din familia Tetragnathidae.

## Specii[1]
- Meta abdomenalis
- Meta barreti
- Meta baywanga
- Meta birmanica
- Meta bourneti
- Meta dolloff
- Meta gertschi
- Meta japonica
- Meta longipalpis
- Meta maculata
- Meta manchurica
- Meta melanicruciata
- Meta menardi
- Meta merianopsis
- Meta meruensis
- Meta milleri
- Meta minima
- Meta mixta
- Meta monogrammata
- Meta montana
- Meta nebulosa
- Meta nigra
- Meta nigridorsalis
- Meta obscura
- Meta ovalis
- Meta qianshanensis
- Meta reticuloides
- Meta rufolineata
- Meta serrana
- Meta shenae
- Meta simlaensis
- Meta stridulans
- Meta tiniktirika
- Meta trivittata
- Meta turbatrix
- Meta vacillans
- Meta villiersi